# Torre di San Gemiliano
La torre di San Gemiliano è una torre che fa parte del complesso di strutture fortificate che, dall'alto medioevo sino alla metà del diciannovesimo secolo, hanno costituito il sistema difensivo, di avvistamento e di comunicazione della fascia costiera della Sardegna.
Si trova lungo la costa orientale della Sardegna, in Ogliastra, a poche centinaia di metri dal centro abitato di Arbatax, nonché a circa quattro chilometri da Tortolì. La torre risale all'inizio del Seicento. La struttura architettonica della torre dà alla stessa un aspetto decisamente slanciato. La forma è troncoconica, con 12 m di altezza e soli 7 m di diametro. All'interno è presente una piccola camera di circa 13 m².
La torre nasce con la funzione di vedetta e immediata difesa dall'attacco di pirati. Situata a 42 m s.l.m., ha una vista di 25 km verso il mare. Domina sulle spiagge di Orrì e di Cea ed era in diretto contatto visivo con la torre di Barì e la torre, non più esistente, di Bellavista. La struttura è visitabile. Si può raggiungere sia dalla spiaggia, sia da una stradina non asfaltata che si incrocia con la via San Gemiliano.

## Galleria d'immagini

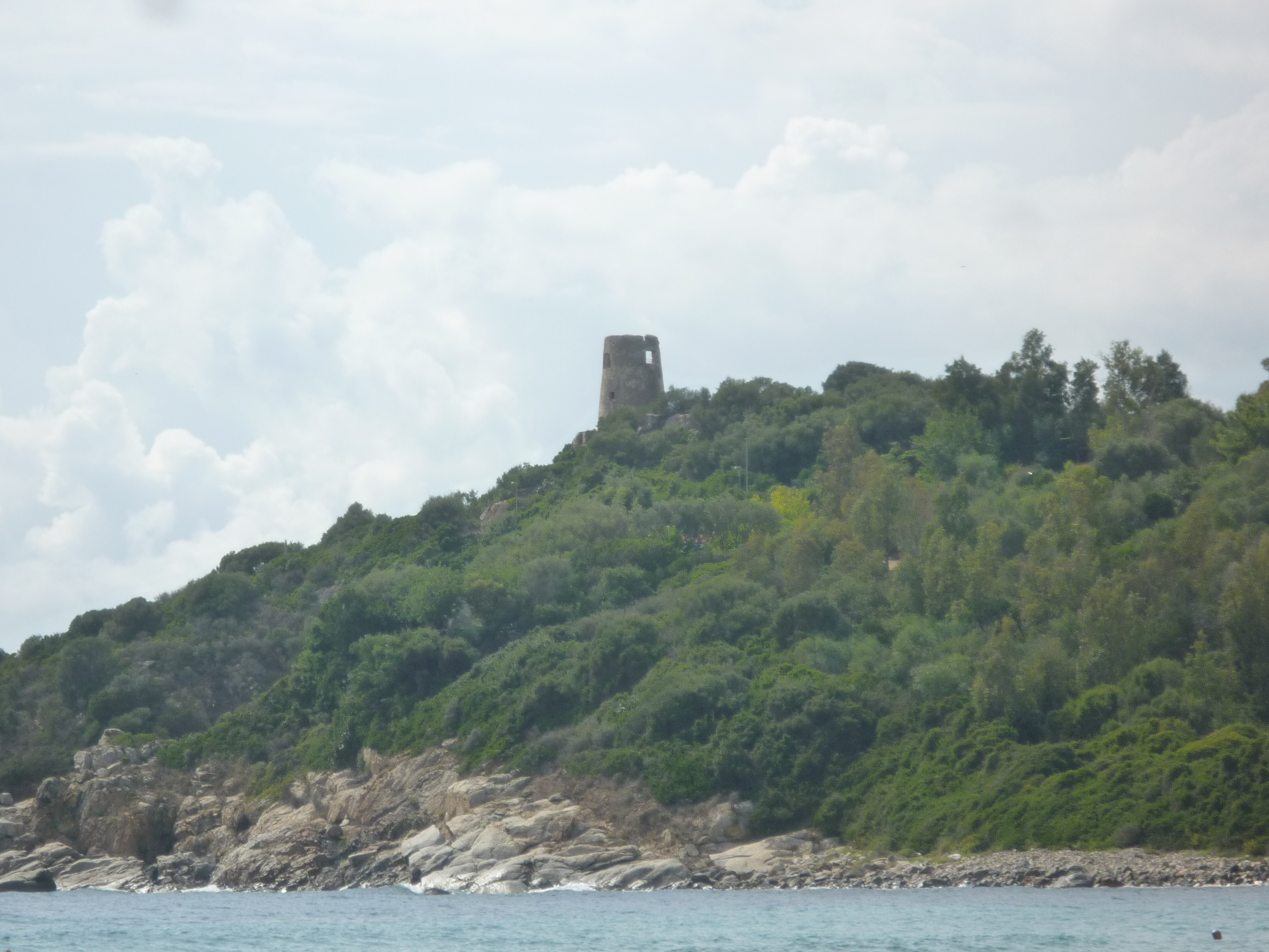
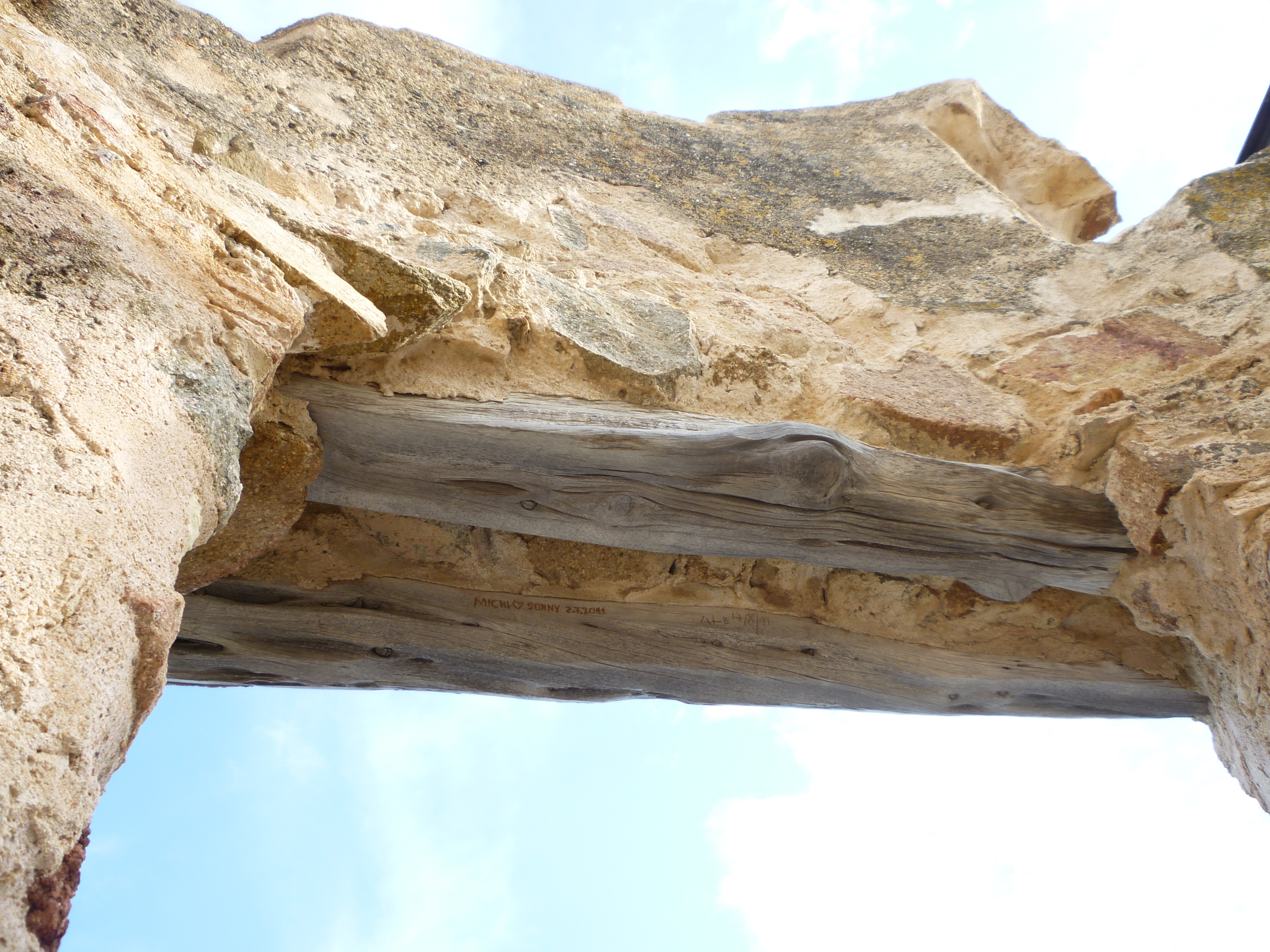
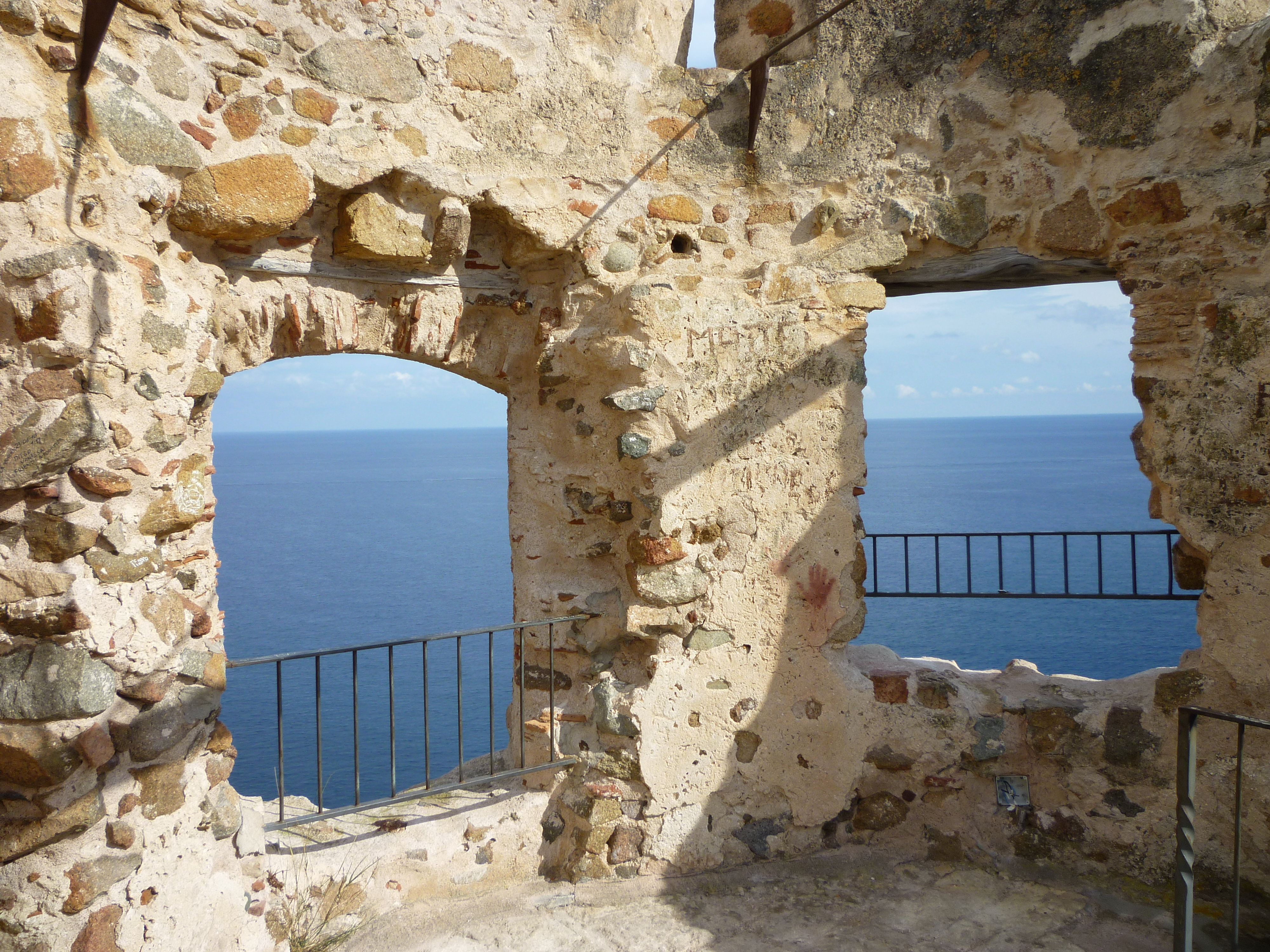